# 圣爱米巨洞穴堂

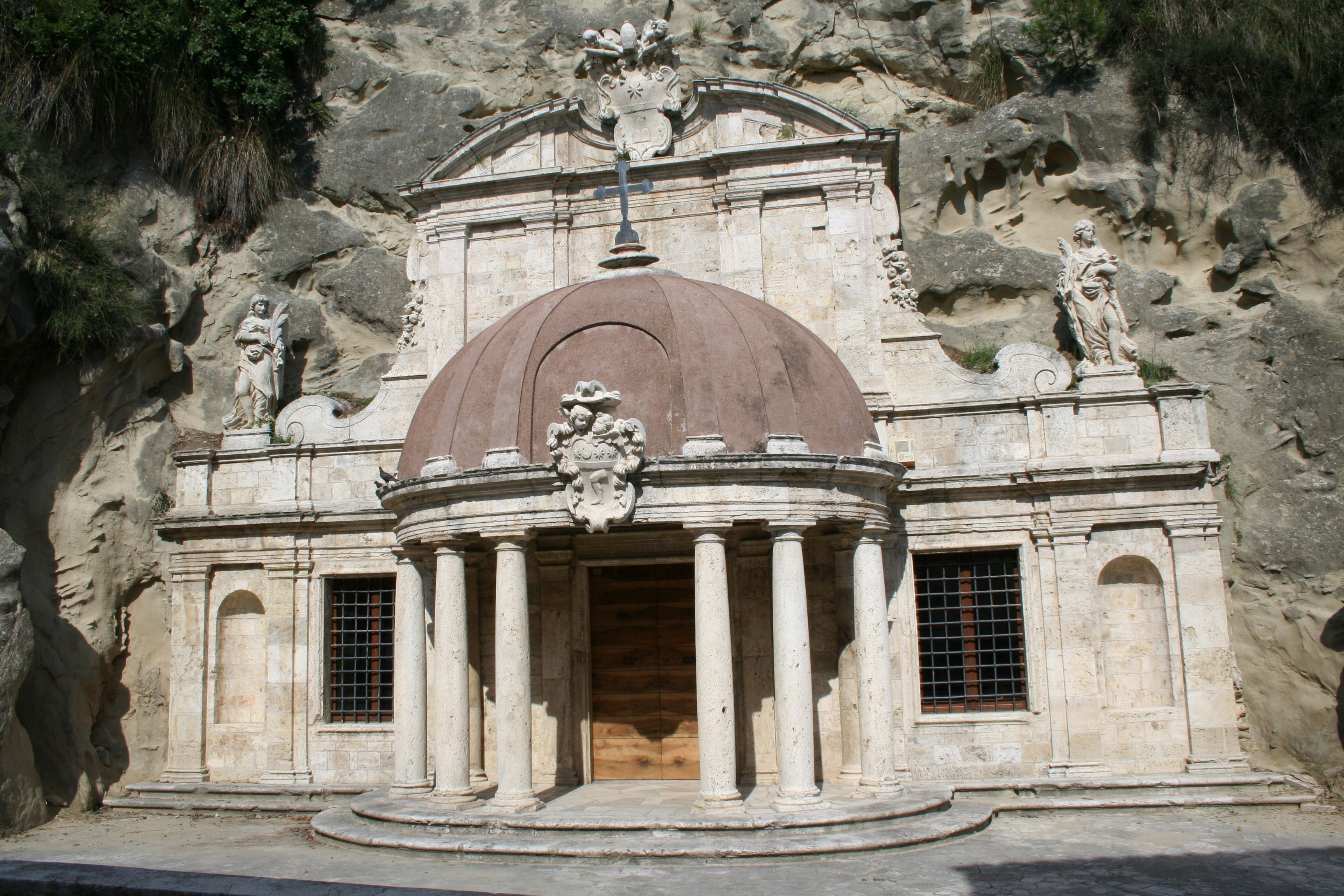
立面

圣爱米巨洞穴堂（Sant'Emidio alle Grotte）是一座罗马天主教教堂，位于意大利马尔凯大区阿斯科利皮切諾省阿斯科利皮切诺 ，巴洛克式风格。
该堂供奉该市的主保圣人圣爱米巨。传说圣人于 309 年在现在的圣爱米巨红教堂附近被斩首，双手捧头走到这里下葬。这座小教堂建于1717–1720/21 年，由教宗克勉十一世的亲戚乔瓦尼·甘比主教出资建造。立面由石灰华砌筑，位于三个石窟之前，石窟内有圣人墓，已辟为经堂。